# 台東紅葉溫泉
台東紅葉溫泉位於台灣臺東縣延平鄉的紅葉村，溫泉在鹿野溪谷中，距布農族部落約7公里。依地質分類，台東紅葉溫泉屬於中央山脈大南澳片岩區的變質岩溫泉。
當地與台灣水泥關係企業台泥綠能與雲品國際合作開發地熱發電，後經整建重新規劃，成立紅葉谷綠能溫泉園區。

## 泉質
台東紅葉溫泉的泉水冒出口附近溫度可達100℃以上，平均可測得的溫度約60℃，酸鹼值約pH6.4，含碳酸氫根離子794ppm，鈉離子約487ppm，屬於中性碳酸氫鈉泉。

## 外部連結
- 紅葉谷綠能溫泉園區: 首頁 （页面存档备份，存于）
- 這也能玩!「紅葉溫泉」重建 東部新旅點 ｜TVBS新聞 （页面存档备份，存于）
- 睽違13年 台東紅葉溫泉結合地熱電重開幕｜華視新聞 20220827 （页面存档备份，存于）